# Philacra duidae
Philacra duidae är en tvåhjärtbladig växtart som först beskrevs av Henry Allan Gleason, och fick sitt nu gällande namn av John Duncan Dwyer. Philacra duidae ingår i släktet Philacra och familjen Ochnaceae. Inga underarter finns listade i Catalogue of Life.